# Klubbsköldlav
Klubbsköldlav (Melanohalea exasperatula) är en lavart som först beskrevs av William Nylander och fick sitt nu gällande namn av O. Blanco, A. Crespo, Divakar, Essl., D. Hawksw. & Lumbsch. 
Klubbsköldlav ingår i släktet Melanohalea och familjen Parmeliaceae.  Arten är reproducerande i Sverige. Inga underarter finns listade i Catalogue of Life.

## Bildgalleri

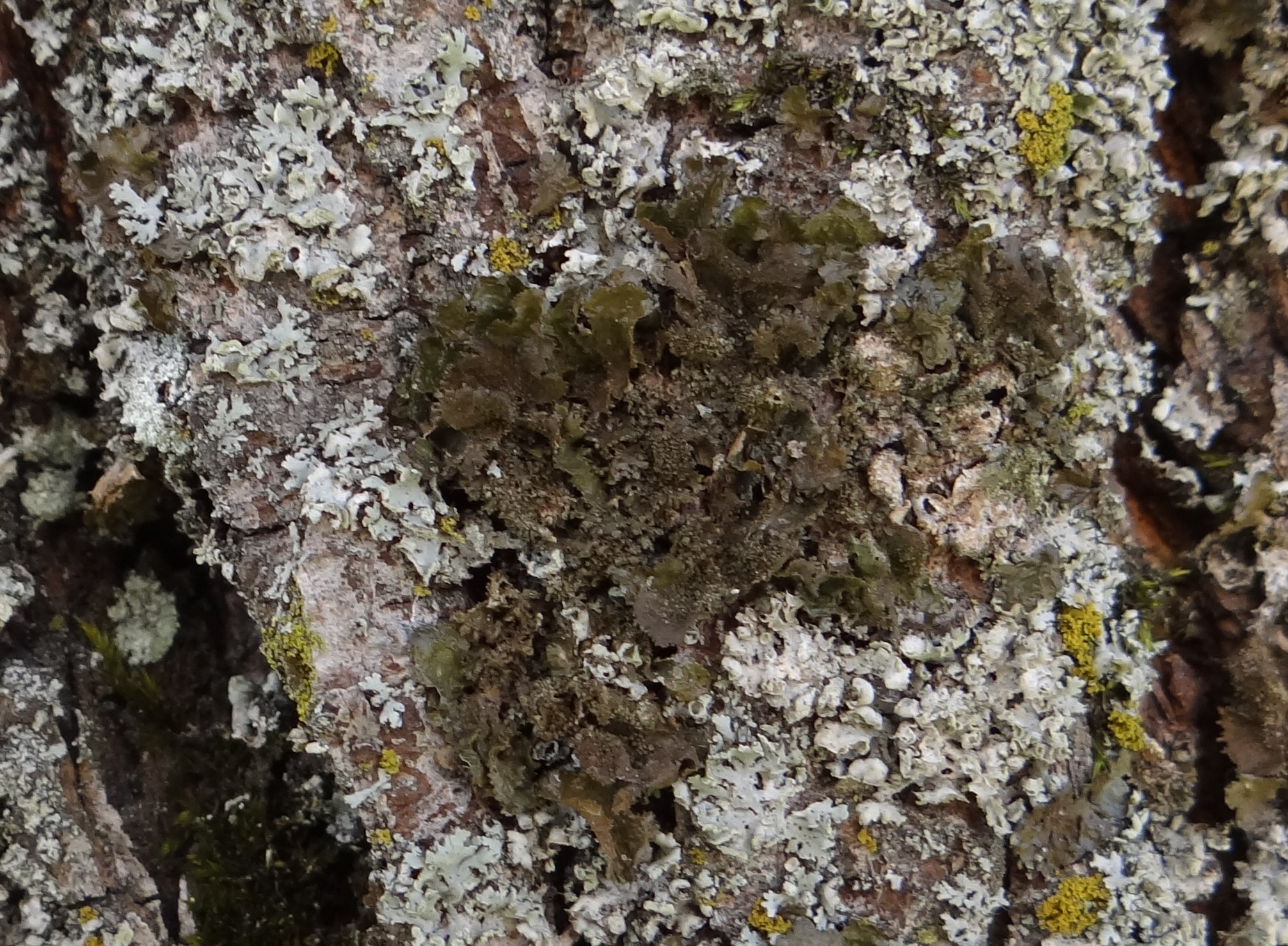
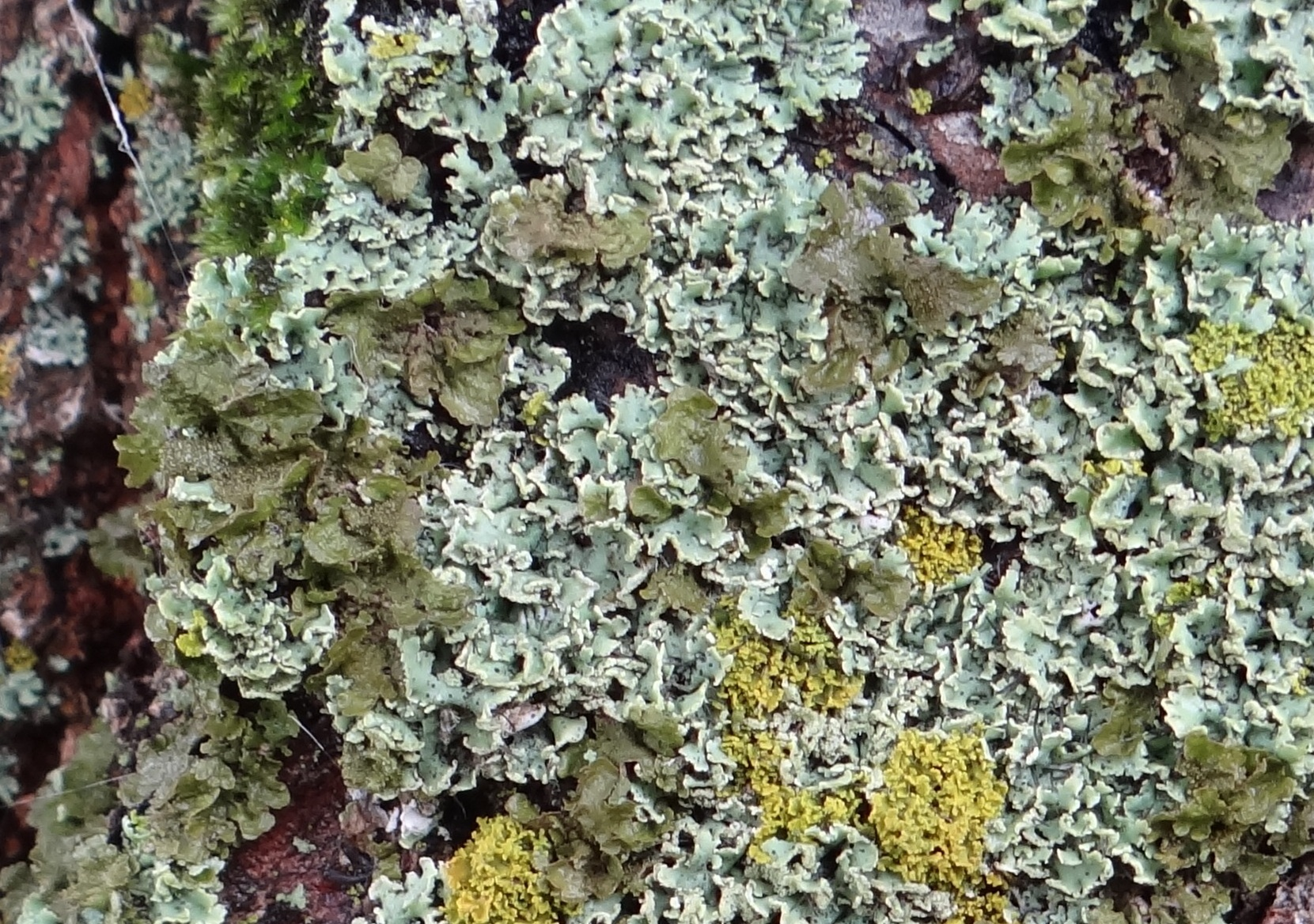